# Cratere Innsbruck
Innsbruck  è un cratere sulla superficie di Marte.